# Zeit des Flieders
Zeit des Flieders ist ein US-amerikanisches Kriegsdrama von George Fitzmaurice mit Colleen Moore und Gary Cooper in den Hauptrollen. Der Stummfilm mit Musiksequenzen wurde von First National produziert und basiert auf dem Bühnenstück Lilac Time von Jane Cowl und Jane Murfin. Die Premiere des Films fand am 3. August 1928 in New York statt. In der Bundesrepublik Deutschland wurde er am 10. September 1970 im deutschen Fernsehen ausgestrahlt.

## Handlung

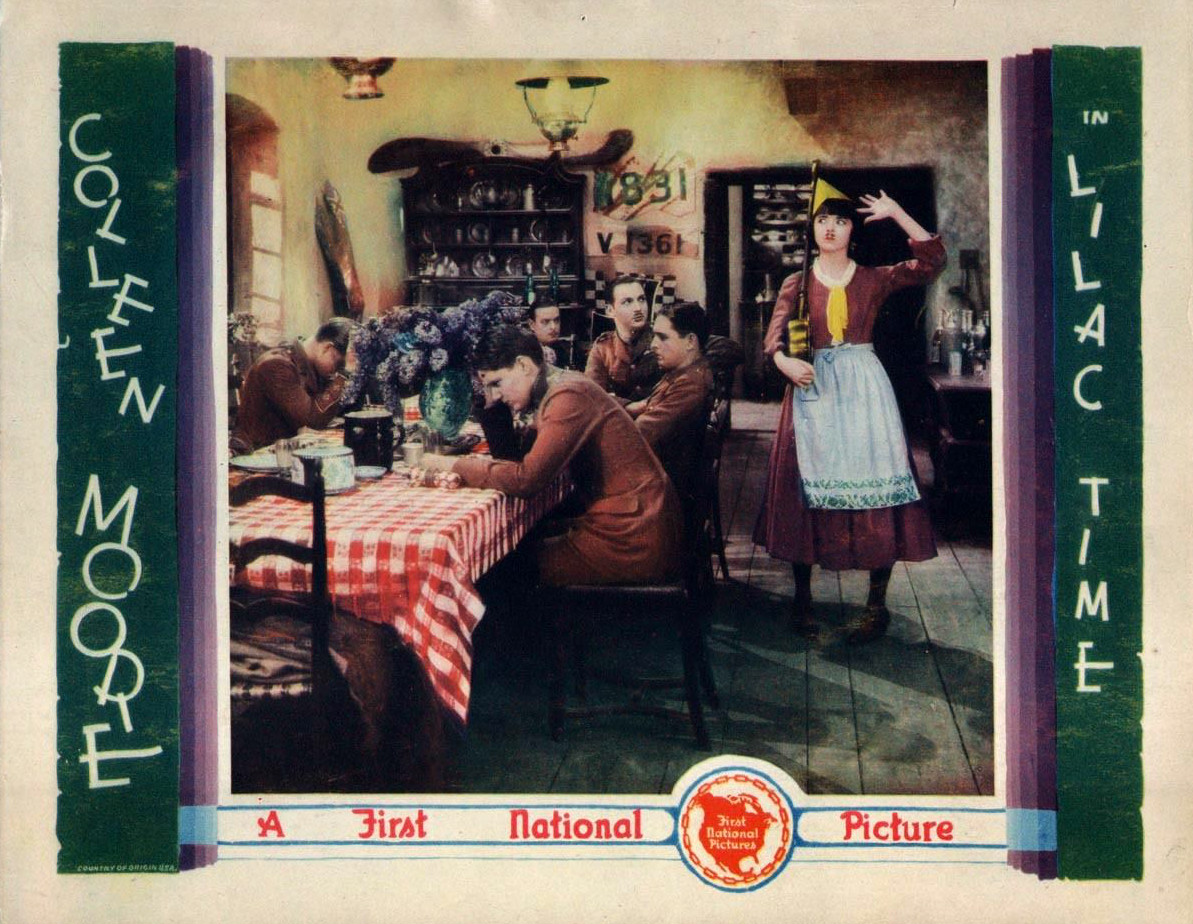
Koloriertes Aushangfoto

Sieben junge englische Piloten sind auf der Berthelot-Farm nahe der französischen Front einquartiert. Einer der Piloten, Philip Blythe, verliebt sich in Jeannie, die Tochter des Bauern Berthelot, und gesteht ihr am Morgen vor einer gefährlichen Mission seine Liebe. Philip wird abgeschossen und Jeannie hilft einer Rettungsmannschaft, seinen scheinbar leblosen Körper aus dem Wrack des Flugzeugs zu bergen.
In den folgenden Wochen sucht Jeannie vergeblich in allen Militärkrankenhäusern nach Philip. Sie begegnet schließlich Philips Vater, einem General, der ihre niedere Herkunft missbilligt und ihr fälschlicherweise mitteilt, dass Philip gestorben sei. Zum Abschied schickt Jeannie einen Strauß Flieder auf sein Zimmer. Philip, der die Blumen als ihr Geschenk erkennt, schleppt sich unter Schmerzen gerade noch rechtzeitig zu seinem Fenster, um sie zu sich zurückzurufen.

## Entstehung
Gedreht wurde der Film ab dem 19. Dezember 1927. Horace Jackson oblag die künstlerische Leitung. Cullen Tate arbeitete als Regieassistent. Der Song Jeannine, I Dream of Lilac Time stammte von Louis Wolfe Gilbert und Nathaniel Shilkret.

## Kritiken
Robert E. Sherwood schrieb im Magazin Life, dass ein charmantes Bühnenstück in eine offensichtliche und nicht allzu spannende Neuauflage aller früheren Epen des Ersten Weltkriegs umgewandelt wurde.